# Frédéric Georges Herr
Frédéric Georges Herr (Neuf-Brisach, 7 maggio 1855 – Parigi, 27 ottobre 1932) è stato un generale francese, che durante la prima guerra mondiale fu comandante del VI, II e XVI Corpo d'armata.
Tra il 9 agosto 1915 e il 27 febbraio 1916, durante il corso della battaglia di Verdun, fu comandante della regione fortificata di Verdun (RFV). Rimosso dall'incarico, fino al 13 gennaio 1917 fu presidente del Centro di studi d'artiglieria dell'esercito. Tra il 6 e il 29 maggio 1917 fu Vice Capo di stato maggiore dell'Armée de terre.

## Biografia
Nacque a Neuf-Brisach il 7 maggio 1855, figlio di un medico alsaziano che optò per la cittadinanza francese dopo la firma del trattato di Francoforte del 1871. Dopo la fine degli studi secondari, nel 1874 entrò nell'École polytechnique, ed al termine del ciclo di studio fu assegnato all'arma di artiglieria  dell'esercito. Il 17 settembre 1883 sposò la signorina Anne Peugeot, appartenente alla famiglia proprietaria dell'omonima casa automobilistica. Dal 1895 al 1902 prese parte attiva alla campagna di conquista del Madagascar, agli ordini del generale Joseph Simon Gallieni. Tra il 24 dicembre 1907 e il 23 marzo 1911, quando fu promosso generale di brigata, ricoprì l'incarico di capo di stato maggiore del 32º Reggimento d'artiglieria di stanza a Orléans, e poi, fino al 17 settembre 1914 comandante dell'artiglieria del VI Corpo d'armata.
Dopo lo scoppio della prima guerra mondiale, il 17 settembre 1914 assunse il comando della 12ª Divisione di fanteria, e il 27 ottobre successivo divenne generale di divisione. Il 15 novembre ricevette il comando del VI Corpo d'armata, incarico che mantenne fino al 24 luglio 1915 quando passò alla testa del II Corpo d'armata. Si distinse a Les Éparges, e il 9 agosto dello stesso anno fu nominato dal Joffre comandante della regione fortificata di Verdun (Région Fortifiée de Verdun, RFV),  in sostituzione del precedente governatore, che insieme al generale Auguste Dubail a capo del Gruppo di armate orientali aveva protestato troppo energicamente con il Grand Quartier General (GQG) per il fatto la RFV era stata spogliata di molte dotazioni giudicate indispensabili.
Il 10 agosto la RFV fu trasformata dal comandante in capo Joffre in campo trincerato, ed egli ricevette l'attribuzione di comandante d'armata, installando il suo comando presso Fort Douaumont. Prese subito l'iniziativa di scavare una linea trincerata lungo la riva sinistra della Mosa, subito dietro Verdun, ma a causa della scarsa manodopera a disposizione i lavori procedettero a rilento. Verso la fine del mese di gennaio 1916 gli giunsero notizie di un possibile attacco tedesco contro Verdun, e dovette ditottare parte dei genieri e degli sterratori a sua disposizione per realizzare collegamenti trincerati tra la rete dei forti e la piazzaforte. Non si riuscì ad interrare la rete telefonica, e i reticolati furono posizionati solo in alcuni settori. Dopo una visita del generale Édouard de Castelnau, seguita a ruota da quella del Presidente della Repubblica Raymond Poincaré, Joffre mando in rinforzo due divisioni di fanteria, ma il 21 febbraio la 5. Armee dell'esercito tedesco, al comando del Principe Ereditario, scatenò l'attacco contro le postazioni francesi. Preceduta dal fuoco devastante di 850 cannoni, messi in punteria da tempo, e dotati di enormi scorte di munizioni, i 72 battaglioni d'assalto attaccarono le linee francesi difese dai 35.000 soldati del XXX Corpo d'armata del generale Paul Chrétien. Quando il giorno 23 la linea francese era giunta al punto di rottura, egli era riuscito a riunire un grande schieramento di pezzi d'artiglieria in calibro 155 mm che aprirono il fuoco, ma contro le proprie linee, contribuendo ad aumentare la confusione e provocando perdite sensibili tra i difensori. Alla sera i tedeschi aveva scompagniato due divisioni francesi, catturato 10.000 prigionieri, 65 cannoni e 75 mitragliatrici. Solo l'arrivo delle avanguardie del XX Corpo d'armata del generale Maurice Balfourier, i cui primi due reggimenti arrivarono la sera del giorno 24, contribuirono a stabilizzare la situazione, e salvando il XXX Corpo d'armata da sicura distruzione. In quello stesso giorno egli aveva dato ordine di abbandonare i forti, mandando i genieri a posare le mine per distruggerli, ma poi ci aveva ripensato mandando un contrordine Rioccupare i forti sguarniti e difenderli ad ogni costo, ma questo fatto portò alla caduta in mano tedesca di Fort Douaumont.
L'arrivo di de Castelnau, che valutò la situazione e decise di resistere sul posto ad ogni costo, convinse Joffre a impegnare la IIe Armée del generale Philippe Pétain, sino ad allora tenuta in riserva generale, mandandola a Verdun. Arrivato al Quartier generale della RFV Pètain valutò la situazione con de Castelnau ed emano i relativi ordini di resistenza, riportando la calma nello stato maggiore della RFV.
Rimosso dall'incarico, tra il 27 febbraio 1916 e il 13 gennaio 1917 fu presidente del Centro di studi d'artiglieria dell'esercito. Passò quindi al comando del Groupement Z, che a seguito di varie trasformazioni  il 27 marzo 1917 divenne XVI Corpo d'armata. Tra il 6 e il 29 maggio 1917 fu Vice Capo di stato maggiore dell'Esercito. Il 7 di quello stesso mese era stato inserito in posizione di riserva attiva.
Tra il 29 maggio e il 2 ottobre fu direttore generale dell'addestramento dell'artiglieria in zona di guerra, e poi fino al 24 ottobre 1919, quando venne posto definitivamente in riserva, Ispettore generale dell'addestramento dell'artiglieria. Lasciata la vita militare entrò nel consiglio di amministrazione della Peugeot come membro della famiglia. Decorato con la Gran Croce di Cavaliere della Legion d'onore il 7 luglio 1927, si spense a Parigi il 27 ottobre 1932, e la sua salma fu successivamente tumulata nel cimitero di Pont-de-Roide-Vermondans.

## Pubblicazioni
- La Guerre des Balkans, quelques enseignements sur l'emploi de l'artillerie, Berger-Levrault, Paris, 1913.[14]
- Sur le théâtre de la guerre des Balkans, mon journal de route, 17 novembre-15 décembre 1912, Berger-Levrault, Paris, 1913.[14]
- L'Artillerie. Ce qu'elle a été. Ce qu'elle doit être. Avec 4 croquis dans le texte, Berger-Levrault, Paris, 1923.

### Esplicative
1. ↑  Si trattava di sei brigate d'artiglieria.
2. ↑  Tra il luglio e l'ottobre 1915 la RFV cedette all'esercito campale 43 cannoni pesanti, 11 batterie campali (circa 200 pezzi) e 128.000 proiettili d'artiglieria.
3. ↑  Secondo alcuni osservatori dell'epoca, come il tenente colonnello Émile Driant, più per fare colpo sugli eventuali visitatori che per favorire la difesa.
4. ↑  Il XX Corpo d'armata marciò a tappe forzate, coprendo 50 km in 36 ore.
5. ↑  Quando Pétain arrivò al QG di Herr descrisse la situazione come: un manicomio.
6. ↑  Il 24 gennaio diventò Groupement ABC e il 7 febbraio Groupement BC.

### Bibliografiche
1. 1 2 3 4 5 6 7 8 9 10  Côte Service historique de la Défense: 9 Yd 601. Arme: Artillerie.
2. ↑  Axelrod 2016, p. 18.
3. 1 2 3  Musse des Etoiles.
4. 1 2  Ousby 2003, p. 56.
5. 1 2 3 4 5  Da Frè 2018, p. 88.
6. ↑  Axelrod 2016, p. 200.
7. 1 2  Da Frè 2018, p. 90.
8. 1 2  Da Frè 2018, p. 89.
9. ↑  Da Frè 2018, p. 91.
10. 1 2  Da Frè 2018, p. 92.
11. 1 2 3  Da Frè 2018, p. 93.
12. 1 2 3  Da Frè 2018, p. 94.
13. ↑  Da Frè 2018, p. 95.
14. 1 2  Aubin, Goldstein 2014, p. 346.

### Periodici
- Giuliano Da Frè, Carne e cannoni: Verdun, 1916, in Rivista Italiana Difesa, Chiavari, Giornalistica Riviera Soc. Coop., settembre 2018.